# Karsholtia marianii
Karsholtia marianii (Karsholts kroeskopje) is een vlinder uit de familie Meessiidae. De wetenschappelijke naam van deze soort is voor het eerst voorgesteld door Hans Rebel in een publicatie uit 1936. De soort is vernoemd naar Mario Mariani uit Zappulla (Sicilië) die het geslacht Cosmopterix heeft herzien.
De soort komt voor in Noorwegen, Zweden, Denemarken, Nederland, België, Luxemburg, Frankrijk, Duitsland, Zwitserland, Oostenrijk en op Sicilië. 
In Nederland is de soort zeer zeldzaam met een eerste waarneming in juli 2015 te Vaals.